# Ампийи-ле-Сек
Ампийи́-ле-Сек (фр. Ampilly-le-Sec) — коммуна во Франции, находится в регионе Бургундия. Департамент коммуны — Кот-д’Ор. Входит в состав кантона Шатийон-сюр-Сен. Округ коммуны — Монбар.
Код INSEE коммуны — 21012.

## Население
Население коммуны на 2010 год составляло 363 человека.
| 1962 | 1968 | 1975 | 1982 | 1990 | 1999 | 2010 |
| ---- | ---- | ---- | ---- | ---- | ---- | ---- |
| 353  | 333  | 360  | 384  | 424  | 377  | 363  |

## Экономика
В 2010 году среди 227 человек трудоспособного возраста (15—64 лет) 166 были экономически активными, 61 — неактивными (показатель активности — 73,1 %, в 1999 году было 64,6 %). Из 166 активных жителей работали 155 человек (84 мужчины и 71 женщина), безработных было 11 (3 мужчин и 8 женщин). Среди 61 неактивных 20 человек были учениками или студентами, 31 — пенсионерами, 10 были неактивными по другим причинам.